# Westbeat

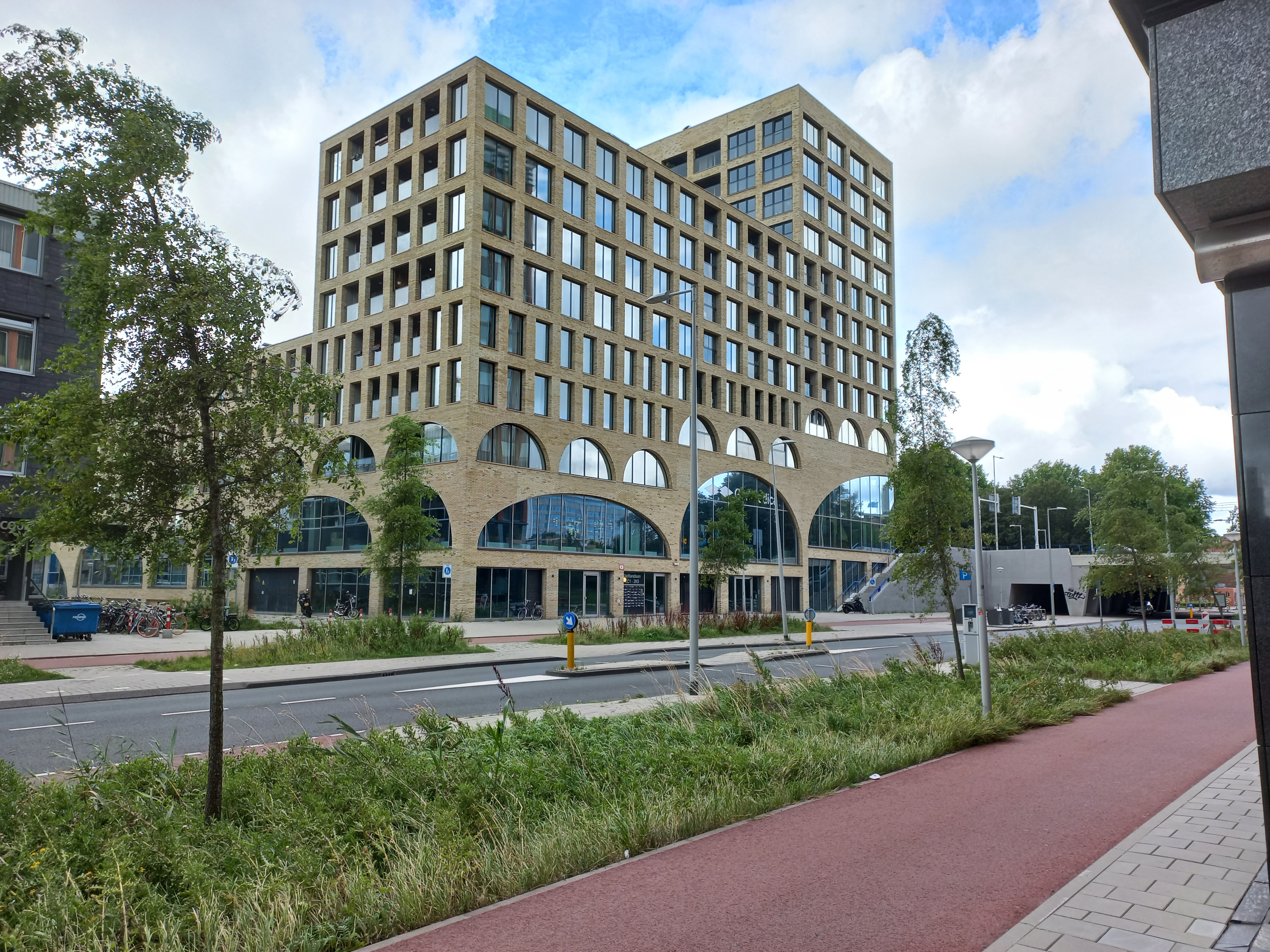
Westbeat (juli 2023)

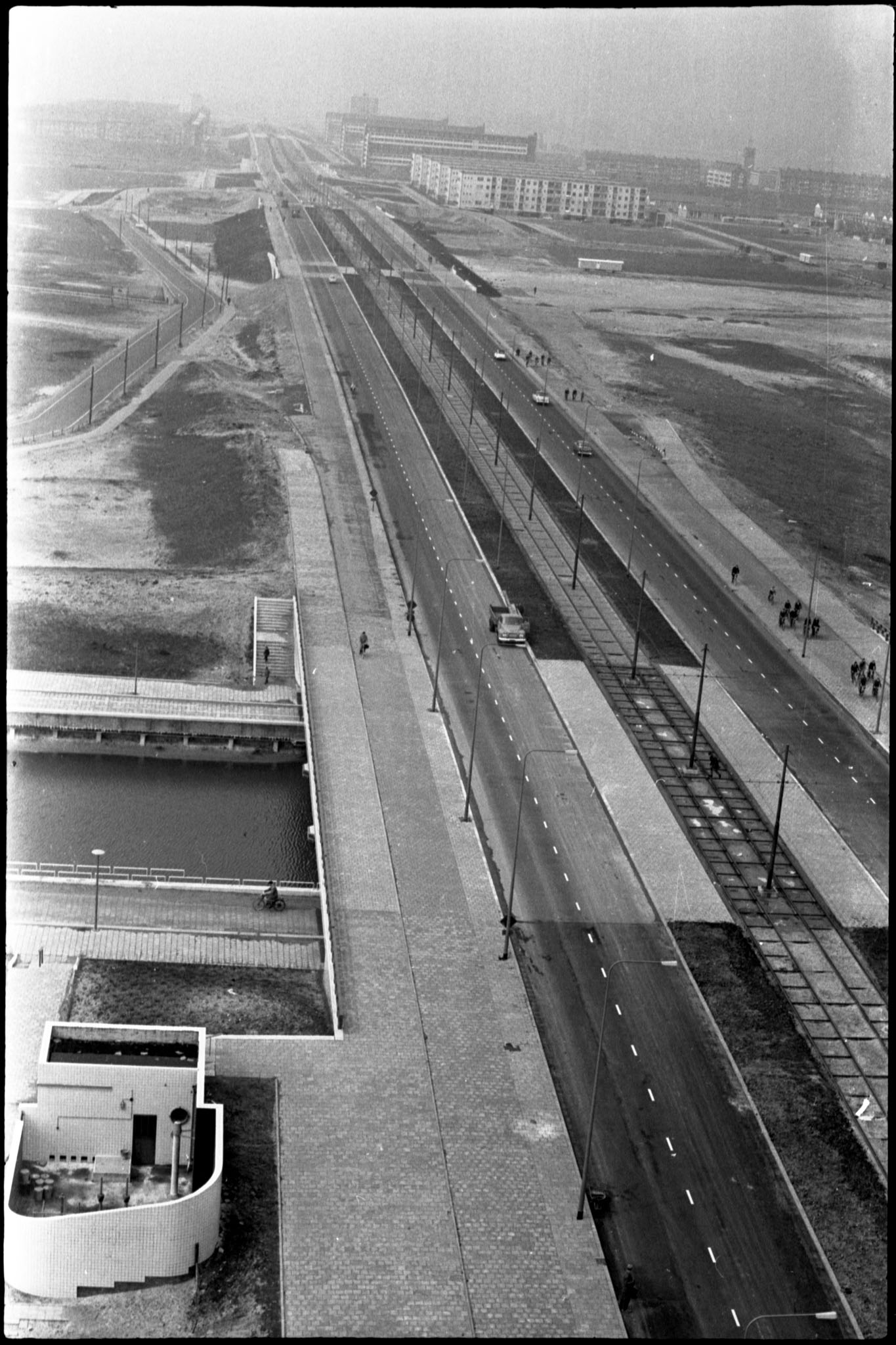
Corn. Lelylaan in 1962

Westbeat is een appartementen- en bedrijvencomplex in Amsterdam Nieuw-West. Het is gelegen aan de Delflandlaan 2 en Rijnlandlaan 3-199. Die laatste laan kreeg haar naam tijdens de voorbereidingen tot bouw van het complex (2015) en is een parallelweg van de Cornelis Lelylaan. 
Eeuwenlang lag hier agrarisch gebied, in de 19e eeuw binnen de gemeente Sloten, dat in 1921 opgeslokt werd door de gemeente Amsterdam. Die legde tussen 1955 en 1962 op de plaats van de oude Slotervaart dwars door dat gebied de ruim bemeten Cornelis Lelylaan aan met ter hoogte van de Delflandlaan op- en afritten waaraan het Koningshof werd gebouwd. Die afslag werd steeds minder gebruikt waardoor Amsterdam gelegenheid zag tot stadsverdichting. Een projectgroep waaronder Achmea mocht hier in 2021/2022 bouwen aan wat Westbeat zou worden. Architectenbureau Studioninedots (Albert Herder, Vincent van der Klei, Arie van der Neut en Metin van Zijl) kwamen met een rechthoekig zandkleurig gebouw, waarvan de bedrijfsruimten op de begane grond juist een boogvormig innerlijk en uiterlijk kreeg. Die ruimte meet 65 bij 50 meter bij een hoogte van 8,5 meter en is al naargelang de behoefte in te delen. Door de grote glaspartijen is van buitenaf te zien wat er binnen gebeurt. Opvallend daarbij is de boog die toegepast in een hoek; een deel van het gebouw lijkt daardoor te zweven. Naast bedrijfsruimte herbergt het gebouw 150 appartementen en ook nog een binnentuin.
De ontwerpfase tussen 2016 en 2020 leidde tot een gebouw dat relatief veel nominaties voor prijzen kreeg, waaronder BNA Beste Gebouw van het Jaar 2021. Uit de nominaties wist het wel de Betonprijs 2021 en Amsterdamse Architectuur Prijs 2021 in de wacht te slepen, die laatste zowel binnen de vak- als publieksjury. Het werd omschreven als Aanwinst voor de buurt. Architectuurcriticus Jaap Huisman was het daarmee eens. ARCAM zag het als een horizontale verbinding tussen Amsterdam Oud-West en Nieuw-West. Ook aan een verticale lijn is gedacht, door verspringende verdiepingen lijkt het de kijker te begeleiden van de Delflandlaan op maaiveldniveau en de Lelylaan die op een  dijklichaam ligt. De rooilijn van het gebouw lag al deels vast vanwege de keermuur van brug 689.